# Công nhận các cặp cùng giới ở Croatia
Croatia công nhận kết hợp dân sự (tiếng Croatia: životno partnerstvo) cho các cặp cùng giới thông qua Đạo luật hợp tác cuộc sống, làm cho các cặp cùng giới bằng với các cặp vợ chồng trong mọi thứ trừ việc nhận con nuôi. Tuy nhiên, Đạo luật không cung cấp cho các cặp vợ chồng một tổ chức tương tự như việc nhận con nuôi được gọi là giám hộ đối tác. Đạo luật cũng công nhận và định nghĩa các mối quan hệ đồng tính chưa đăng ký là bạn đời không chính thức, do đó làm cho họ ngang bằng với quan hệ đối tác đã đăng ký sau khi họ sống thử tối thiểu 3 năm. Croatia lần đầu tiên công nhận các cặp cùng giới vào năm 2003 thông qua luật về các hiệp hội cùng giới chưa đăng ký được thay thế bằng Đạo luật Đối tác Cuộc sống. Quốc hội Croatia đã thông qua luật mới vào ngày 15 tháng 7 năm 2014, có hiệu lực trong hai giai đoạn (ngày 5 tháng 8 năm 2014 và ngày 1 tháng 9 năm 2014). Kể từ cuộc trưng cầu dân ý năm 2013, Hiến pháp Croatia đã giới hạn hôn nhân với các cặp đôi khác giới.

## Lịch sử

### Sống chung không đăng ký
Năm 2003, một năm sau khi niềm tự hào đồng tính đầu tiên ở Croatia, liên minh cầm quyền lúc đó bao gồm hầu hết các đảng trung tả, đã đồng ý và thông qua luật về các hiệp hội cùng giới. Ban đầu, luật công nhận quan hệ đối tác đã đăng ký với hầu hết các quyền của các cặp vợ chồng dị tính đã được lên kế hoạch, nhưng Đảng Nông dân Croatia cánh hữu là đảng cánh hữu duy nhất của liên minh bị đe dọa rời khỏi Chính phủ nên họ khăng khăng đòi luật pháp, vì vậy phải đạt được sự thỏa hiệp để cứu Chính phủ. Luật pháp đã cấp cho các đối tác cùng giới đã chung sống ít nhất 3 năm các quyền tương tự như được hưởng bởi các đối tác khác giới không chung sống về quyền thừa kế và hỗ trợ tài chính, nhưng không được quyền áp dụng hoặc bất kỳ quyền nào khác được đưa vào luật gia đình luật không phải là một phần của nó, mà là một luật riêng biệt đã được tạo ra. Đăng ký những mối quan hệ này không được phép và cũng không bao gồm các quyền về thuế, tài sản chung, bảo hiểm y tế, lương hưu, v.v.